# Tortilla Flat (film, 1942)
Pour les articles homonymes, voir Tortilla Flat (homonymie).
Pour plus de détails, voir Fiche technique et Distribution.
Tortilla Flat est un film américain réalisé par Victor Fleming en 1942, adapté du roman de même nom de John Steinbeck et produit par la Metro-Goldwyn-Mayer

## Synopsis
Dannel hérite de deux maisons dans la région côtière centrale de la Californie. C'est alors que Pilon et ses pauvres amis oisifs emménagent. 

## Fiche technique
- Titre français : Tortilla Flat
- Titre original : Tortilla Flat
- Réalisation : Victor Fleming
- Scénario : John Lee Mahin et Benjamin Glazer d'après le roman Tortilla Flat de John Steinbeck
- Producteur : Sam Zimbalist
- Société de production et de distribution : Metro-Goldwyn-Mayer
- Musique : George Bassman (non crédité)
- Photographie : Karl Freund, Harold Rosson (non crédité) et Sidney Wagner (non crédité)
- Montage : James E. Newcom et Robert Kern (non crédité)
- Direction artistique : Cedric Gibbons
- Décorateur de plateau : Edwin B. Willis et F. Keogh Gleason (non crédité)
- Costumes : Robert Kalloch et Gile Steele
- Pays de production : États-Unis
- Format : Noir et blanc - Son : Mono (Western Electric Sound System)
- Genre : Comédie dramatique
- Durée : 105 minutes
- Dates de sortie :
  - États-Unis : 21 mai 1942 (New York)
  - France : 22 janvier 1947

## Distribution
- Spencer Tracy : Pilon
- Hedy Lamarr : Dolores Ramirez
- John Garfield : Daniel Alvarez
- Frank Morgan : Le Pirate
- Akim Tamiroff : Pablo
- Sheldon Leonard : Tito Ralph
- John Qualen : Jose Maria Corcoran
- Donald Meek : Paul D. Cummings
- Connie Gilchrist : Mme Torrelli
- Allen Jenkins : Portagee Joe
- Henry O'Neill : Père Juan Ramon
- Mercedes Ruffino : Mme Marellis
- Nina Campana : Señora Teresina Cortez
- Arthur Space : M. Brown
- Betty Wells : Cesca
- Harry Burns : Torrelli
- Willie Fung (non crédité) : Chin Kee, un pêcheur

## Autour du film
- Tournage du 23 novembre 1941 au 12 février 1942[1].
- Le film engrangea un profit de 1,865,000 de dollars aux Etats-Unis et au Canada, et 746 000 dollars dans le reste du monde[2].
- Initialement, la MGM voulait Anthony Quinn, voire Desi Arnaz pour le rôle de Danny, Rita Hayworth dans le rôle de Dolores  et Maria Montez pour le role de Fran[3].
- Durant le tournage, Spencer Tracy s'éclipsa régulièrement pour laisser libre court à son alcoolisme dans sa chambre d'hôtel mais aussi pour une escapade amoureuse brève avec Myrna Loy qui était venue lui rendre visite. Loy parvint à convaincre son amant à participer à l'effort de guerre en versant une contribution mensuelle de 10 dollars [4],[5],[6],[7]. Il finit par s'adapter au film et à son rôle semblable à celui de Captain Courageous[8].
- Les acteurs du films eurent de bonnes critiques pour leurs prestations[9].
- Frank Morgan reçut l'Oscar du meilleur second rôle.
- Le critique  Bosley Crowther loua le film[10].
- La MGM acquit les droits du film en 1940 mais dut attendre un an avant de mettre en chantier la production[11].